# Matariki (cosmologie maorie)
Pour les articles homonymes, voir Matariki.
Dans la culture maorie, Matariki désigne l'amas d'étoiles des Pléiades et célèbre son lever héliaque, fin juin ou début juillet. Le lever du soleil marque le début de la nouvelle année dans le calendrier lunaire maori.
Historiquement, Matariki était généralement célébré pendant une période de quelques jours au cours du dernier quart de lune du mois lunaire Pipiri (vers juin). La cérémonie consistait à observer les étoiles individuellement pour obtenir des prévisions sur l'année à venir, à pleurer les défunts de l'année écoulée et à faire une offrande de nourriture pour reconstituer les étoiles. Certains Maoris utilisent l'ascension de Puanga (Rigel) ou d'autres étoiles pour marquer la nouvelle année.
La célébration du Matariki a décliné au cours du XXe siècle, mais a connu un renouveau au début des années 1990. Matariki a été célébré pour la première fois comme jour férié officiel en Nouvelle-Zélande (en) le 24 juin 2022.

## Nom et signification
Matariki est le nom maori de l'amas d'étoiles connu des astronomes occidentaux sous le nom de Pléiades dans la constellation du Taureau. « Matariki » est une version abrégée de « Ngā mata o te ariki o Tāwhirimātea » (« les yeux du dieu Tāwhirimātea »). Selon la tradition maorie, Tāwhirimātea, le dieu du vent et de la météo, était furieux de la séparation du ciel et de la terre – ses parents, Ranginui et Papatūānuku. Vaincu au combat par son frère Tūmatauenga, Tāwhirimātea s'enfuit dans le ciel pour vivre avec Ranginui, mais dans sa colère, il s'arracha d'abord les yeux en signe de mépris envers ses frères et sœurs, et les jeta dans le ciel, où ils restent collés à la poitrine de son père. Dans la tradition maorie, l'imprévisibilité des vents est imputée à la cécité de Tāwhirimātea.
Le mot « Matariki » est le nom à la fois de l'amas d'étoiles et d'une des étoiles qu'il contient, connue en occident sous le nom d'Alcyone. D'autres termes désignant le cluster dans son ensemble : « Te Tautari-nui-o-Matariki » (« Matariki fixé dans les cieux ») et « Te Huihui o Matariki » (« l'assemblée de Matariki »).
Matariki est parfois traduit à tort par « mata riki » (« petits yeux »), une erreur provenant de l'œuvre d'Elsdon Best (en) et reprise par d'autres,.

### Dans d’autres cultures polynésiennes
Le mot « matariki » ou similaire, faisant référence aux Pléiades, se retrouve dans de nombreuses langues polynésiennes. Aux Marquises, l'amas d'étoiles est connu sous le nom de « Mataiʻi » ou « Mataʻiki » ; dans les îles Cook comme « Matariki » ; et dans l'archipel des Tuamotu sous le nom de « Mata-ariki ». Dans certaines langues, cela prend le sens de « petits yeux » selon Best, mais dans la plupart, c'est une contraction de « mata-ariki » signifiant « les yeux du dieu » ou « les yeux du chef ».
À Hawaï, le soulèvement du « Makaliʻi » en novembre lance la saison de quatre mois appelée Makahiki (en), qui honore Lono, le dieu de l'agriculture et de la fertilité,. À Tahiti, l'année était divisée en deux saisons, nommées selon que les Pléiades sont visibles ou non après le coucher du soleil : « Matariʻi i nia » (litt. « Matariʻi au-dessus ») et « Matariʻi i raro » (litt. « Matariʻi au-dessous »). À Rapa Nui, Matariki annonçait la nouvelle année et sa disparition à la mi-avril mettait fin à la saison de pêche.

## Les neuf étoiles

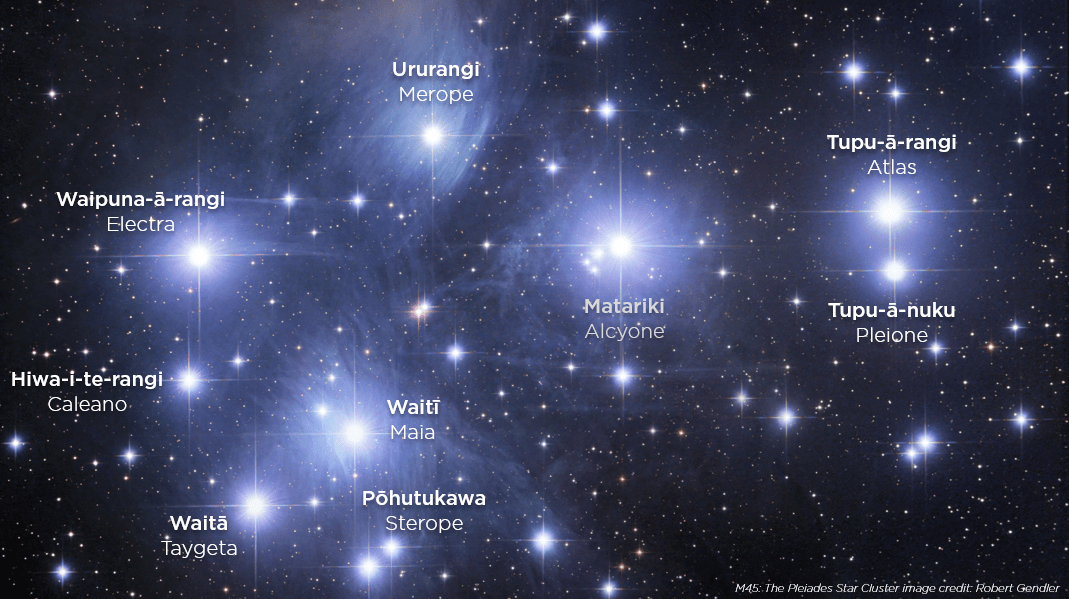
Noms maoris et grecs des neuf étoiles de Matariki.

Pour les Grecs de l'Antiquité, les Pléiades contenaient neuf étoiles : les parents Atlas et Pléioné, positionnés d'un côté de l'amas, et leurs sept filles Alcyone, Maïa, Taygeta (ou 19 Tauri), Electra (ou 17 Tauri), Mérope, Celaeno (ou 16 Tauri) et Stérope (ou Astérope).
De nombreuses sources maories, notamment les plus anciennes, répertorient sept étoiles dans Matariki : Matariki elle-même, l'étoile centrale de l'amas (le « kai whakahaere » ou « chef d'orchestre ») et six enfants. L'emblème du mouvement Kīngitanga ou Māori King, Te Paki o Matariki, contient l'étoile Matariki flanquée de trois étoiles de chaque côté. Les six autres étoiles sont parfois appelées les filles de Matariki ; il a été suggéré que l'idée de Matariki en tant que groupe de sept étoiles féminines était influencée par le concept des « sept sœurs » des Pléiades.
Le manuscrit de Rāwiri Te Kōkau transmis à Rangi Mātāmua (en) reconnaissait neuf étoiles à Matariki, ajoutant Pōhutukawa et Hiwa-i-te-Rangi (également connu sous le nom de Hiwa) pour faire un total de huit enfants, dont cinq de sexe féminin et trois de sexe masculin. Le père des enfants de Matariki était Rehua, chef suprême des cieux, identifié par les Maoris comme l'étoile Antarès.
Les étoiles de Matariki et leur genre tels que rapportés par Te Kōkau sont identifiés par des traits particuliers et des zones d'influence, également reflétés dans leurs positions dans l'amas d'étoiles.
| Nom maori       | Nom grec | Genre   | Provenance                        |
| --------------- | -------- | ------- | --------------------------------- |
| Matariki        | Alcyone  | Femelle | Bien-être et santé                |
| Tupu-à-rangi    | Atlas    | Mâle    | La nourriture qui vient d'en haut |
| Tupu-ā-nuku     | Pléione  | Femelle | Aliments qui poussent dans le sol |
| Ururangi        | Mérope   | Mâle    | Les vents                         |
| Waipunā-ā-rangi | Électre  | Femelle | Eaux de pluie                     |
| Hiwa-i-te-rangi | Celano   | Femelle | Croissance et prospérité          |
| Waitî           | Maïa     | Femelle | Eau douce                         |
| Waitā           | Taygeta  | Mâle    | L'océan                           |
| Pohutukawa      | Stérope  | Femelle | Le défunt                         |

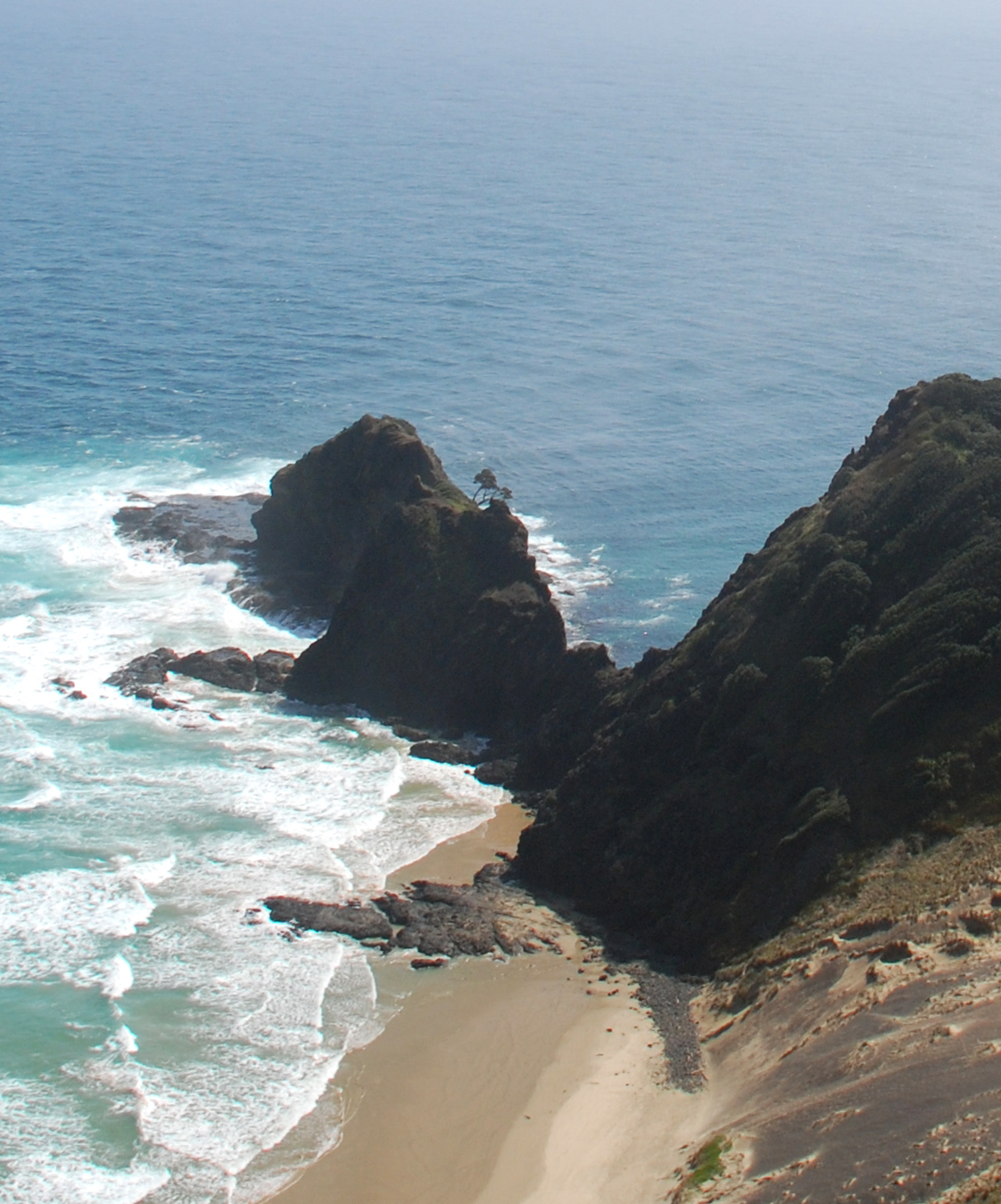
Le seul pōhutukawa du cap Reinga marque Te Rerenga Wairua, le lieu de départ des esprits des morts.

L'association de l'étoile Pōhutukawa avec les défunts est liée à l'arbre solitaire pōhutukawa de Te Rerenga Wairua (Cap Reinga), le lieu de départ des esprits des défunts lorsqu'ils retournent dans la patrie ancestrale d'Hawaiki. Le deuil du défunt est l'un des éléments de la célébration de Matariki.
Hiwa-i-te-rangi, également connu sous le nom de Hiwa, est le plus jeune des enfants de Matariki et était considéré comme « l'étoile des vœux » : les Maoris fondaient leurs espoirs et leurs désirs sur Hiwa, un peu comme s'ils « faisaient un vœu à une étoile », et si elle semblait briller de mille feux lors de la première vision de Matariki, ces vœux individuels et collectifs étaient susceptibles d'être exaucés.

## Nouvel An maori

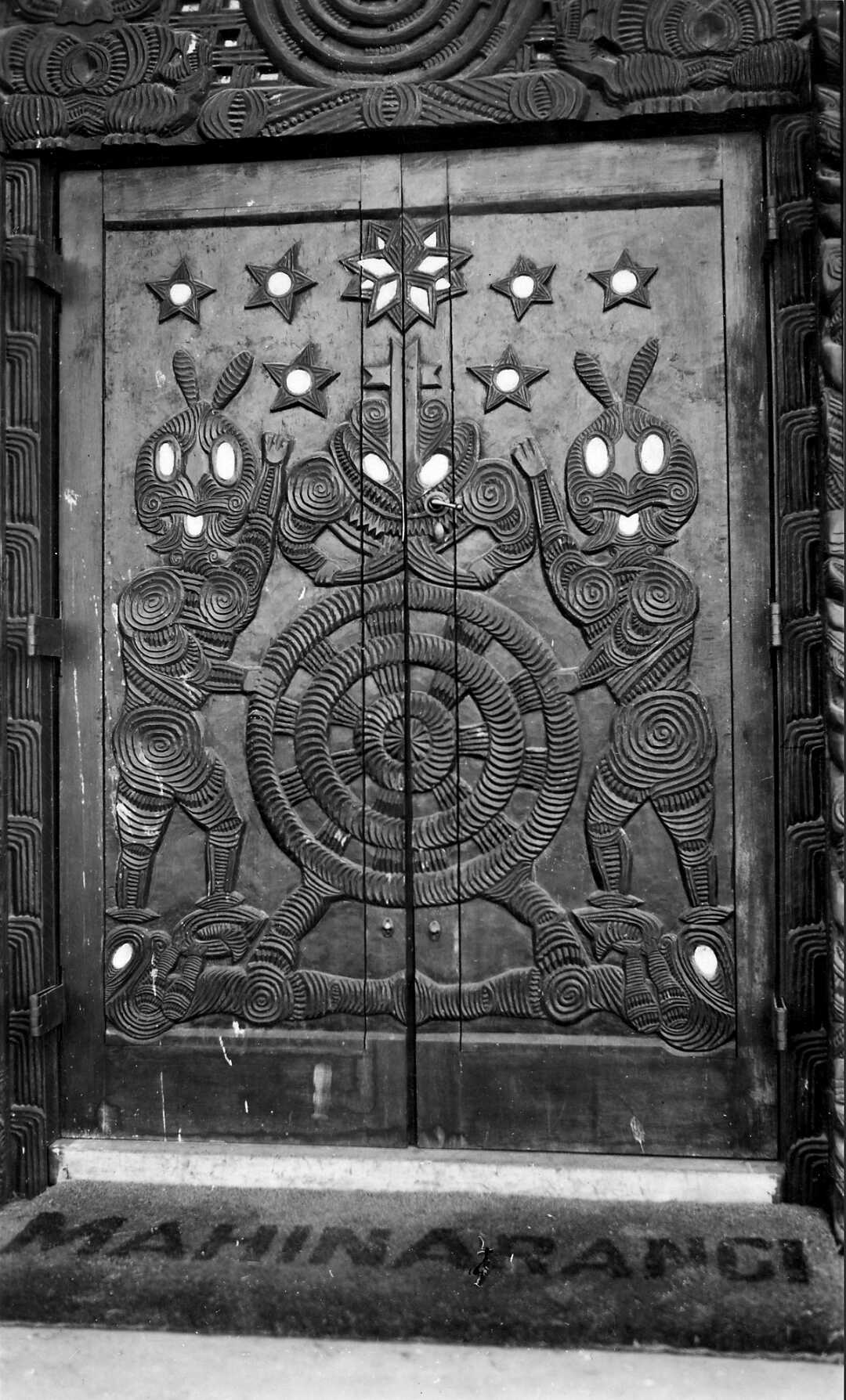
Porte affichant Matariki faisant partie des armoiries de Kīngitanga, dans la maison de réunion Te Māhinārangi, marae Tūrangawaewae,.

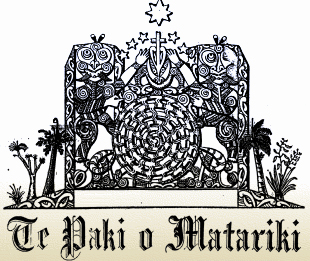
Manchette de Te Paki o Matariki, journal du mouvement Kīngitanga, montrant les étoiles de Matariki dans un dessin reprenant les Armoiries du Kīngitanga.

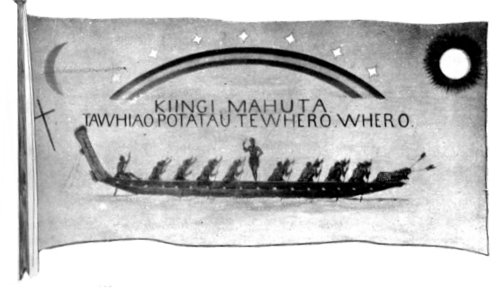
Drapeau Kīngitanga de Waahi, montrant les sept étoiles de Matariki.

La culture traditionnelle maorie était étroitement liée aux connaissances astronomiques, aux constellations et au cycle lunaire utilisés pour la navigation, la plantation et la récolte, la délimitation des saisons et le marquage du frai et de la migration des poissons. Ces connaissances ont été transmises par tradition orale, et différentes régions et iwi ont enregistré différentes dates, constellations importantes et calendriers traditionnels (ou maramataka).
La constellation des Pléiades (Matariki) est visible pendant la majeure partie de l'année en Nouvelle-Zélande, sauf pendant environ un mois au milieu de l'hiver. Matariki se couche finalement à l'ouest en début de soirée en mai et réapparaît juste avant le lever du soleil fin juin ou début juillet, ce qui marque le début du premier mois du calendrier lunaire maori, Pipiri (qui signifie se blottir ensemble). Tous les mois du calendrier maori sont indiqués par ce lever héliaque d'une étoile particulière à l'horizon oriental juste avant l'aube, la nuit de la nouvelle lune : par exemple, le dixième mois, Poutūterangi, est signalé par le lever héliaque d'Altaïr. Le rôle de Matariki dans le signalement du début de l'année signifie qu'il est connu sous le nom de te whetū o te tau (« l'étoile de l'année »).
Le moment du milieu de l'été où Matariki est au-dessus de nos têtes dans le ciel nocturne est appelé te paki o Matariki, c'est-à-dire le temps calme de l'été – une expression qui signifie beau temps et bonne fortune. Dans les souvenirs historiques maoris, la pirogue Tainui avait pour instruction de quitter la patrie d'Hawaiki pour Aotearoa en été, lorsque Matariki était au-dessus : il s'agit d'une référence historique directe et ancienne à l'utilisation par les Maoris de la navigation par les étoiles pour les longs voyages en mer. En raison de ces associations avec la paix et le calme, le deuxième roi maori, Matutaera Tāwhiao, choisit Matariki comme emblème et le journal Kīngitanga fut nommé Te Paki o Matariki.
La plupart des célébrations de Matariki commencent dans la dernière phase du quartier de la lune après la première apparition de la constellation, pendant 3 à 4 nuits connues sous le nom de « nuits de Tangaroa » (« ngā po o Tangaroa »), et se termine la nuit précédant la nouvelle lune. La nouvelle lune, ou whiro, est considérée comme de mauvais augure dans le calendrier maori et gâcherait donc toutes les célébrations. Étant donné que les Maoris utilisent traditionnellement un calendrier lunaire de 354 jours avec 29,5 jours par mois, plutôt que le calendrier solaire grégorien de 365 jours, les dates de Matariki varient chaque année. Les Maoris n'utilisaient pas de calendrier lunaire unique et différents iwi pouvaient reconnaître différents nombres de mois, leur donner des noms différents ou commencer le mois à la pleine lune plutôt qu'à la nouvelle lune.

### Puanga et Matariki
Il y a toujours eu des variations régionales à travers Aotearoa, dans les étoiles qui signalent le début de la nouvelle année et dans la date choisie pour la célébrer. Certaines iwi (tribus) – en particulier celles de l'extrême nord de Te Ika-a-Māui (l'île du Nord), des parties du centre-ouest de Te Ika-a-Māui autour de Taranaki, des îles Chatham et d'une grande partie de Te Waipounamu (île du Sud) – célèbrent Puanga, en utilisant le lever de l'étoile la plus brillante Rigel (Puanga chez les Maoris du nord ; Puaka chez les Maoris du sud) comme marqueur de la nouvelle année, au lieu de Matariki. On attribue parfois cela au fait que Puanga est plus visible ou est visible plus tôt que Matariki, mais, comme le dit Rangi Mātāmua, « la variation dans le lever entre Matariki et Puanga est très faible, et si les nuits Tangaroa de Piripi sont observées correctement, alors les deux étoiles seront visibles dans le ciel du matin ». Il a été suggéré que cette tradition de Puaka appartenait aux premiers colons polynésiens arrivés en Aotearoa, et que Matariki a été apporté par une deuxième vague d'arrivants, qui ont également amené le premier kūmara (auquel Matariki est associé).
Dans la tradition maorie, les étoiles Puanga et Matariki étaient rivales, Puanga embellissant chaque hiver et essayant d'être l'étoile à côté de laquelle le soleil se lève. Elle signale la nouvelle année, mais est éternellement frustrée lorsque chaque année le soleil se lève à côté de Matariki.
D'autres iwi utilisent Atutahi (Canopus) plutôt que Puanga, ou le décor de Rehua (Antares) en hiver, pour marquer le Nouvel An.

## Fête traditionnelle
Matariki était l'occasion de pleurer le défunt, de célébrer le présent et de préparer le terrain pour l'année à venir. La cérémonie se déroulait en trois parties : l'observation des étoiles, le souvenir du défunt et l'offrande de nourriture aux étoiles. Cette période de l’année était également un moment propice pour instruire les jeunes dans les traditions de la terre et de la forêt. De plus, certains oiseaux et poissons étaient associés à Matariki : pour Tūhoe, cela marquait le début de la saison où le kererū ou pigeon indigène pouvait être capturé, cuit et conservé dans sa propre graisse, et l'essor de Matariki correspondait au retour des korokoro (lamproies) de la mer pour frayer dans les rivières.

Aliments traditionnellement associés à Matariki
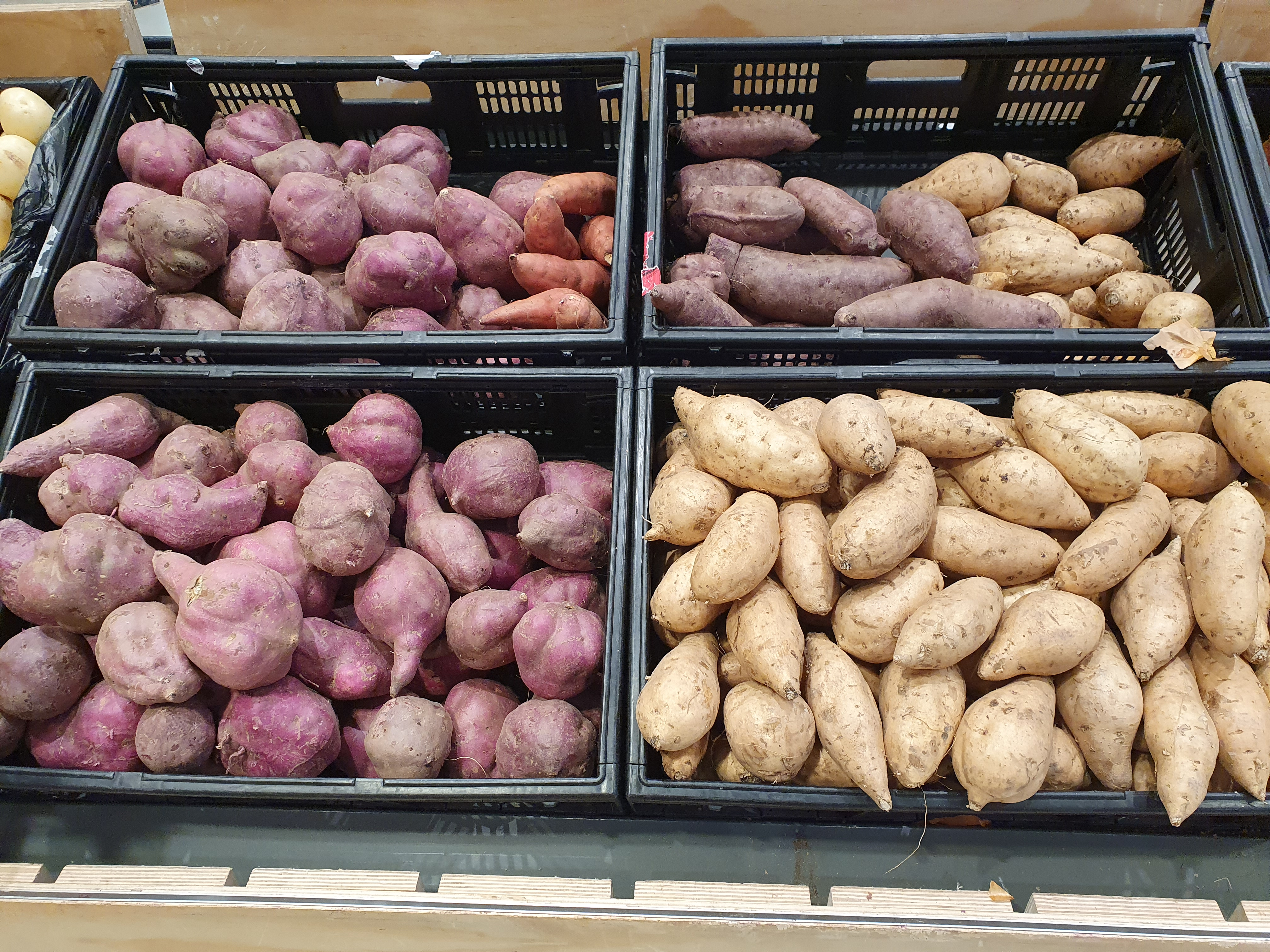
Kūmara (Ipomoea batatas).
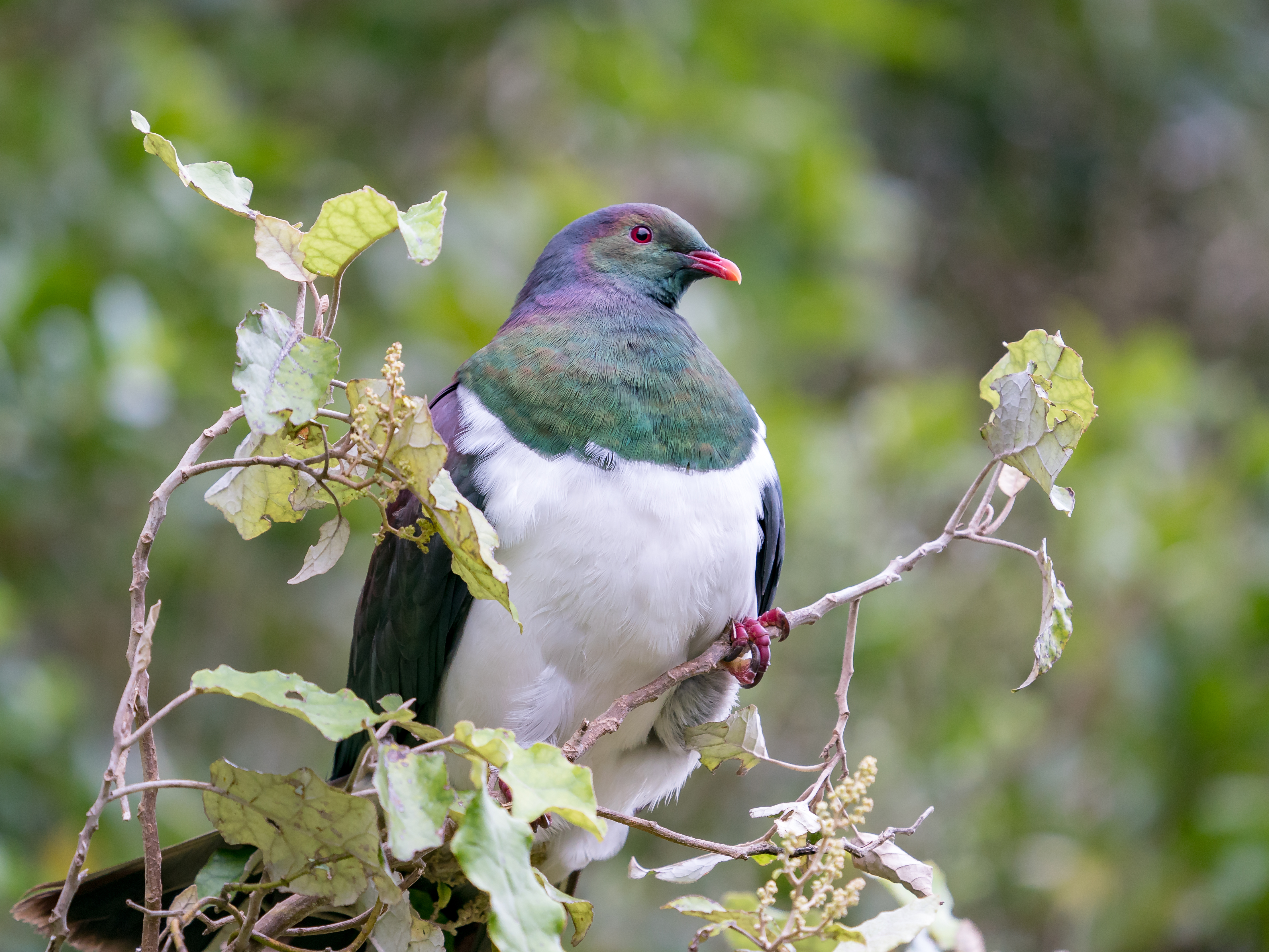
Kererū (Hemiphaga novaeseelandiae).
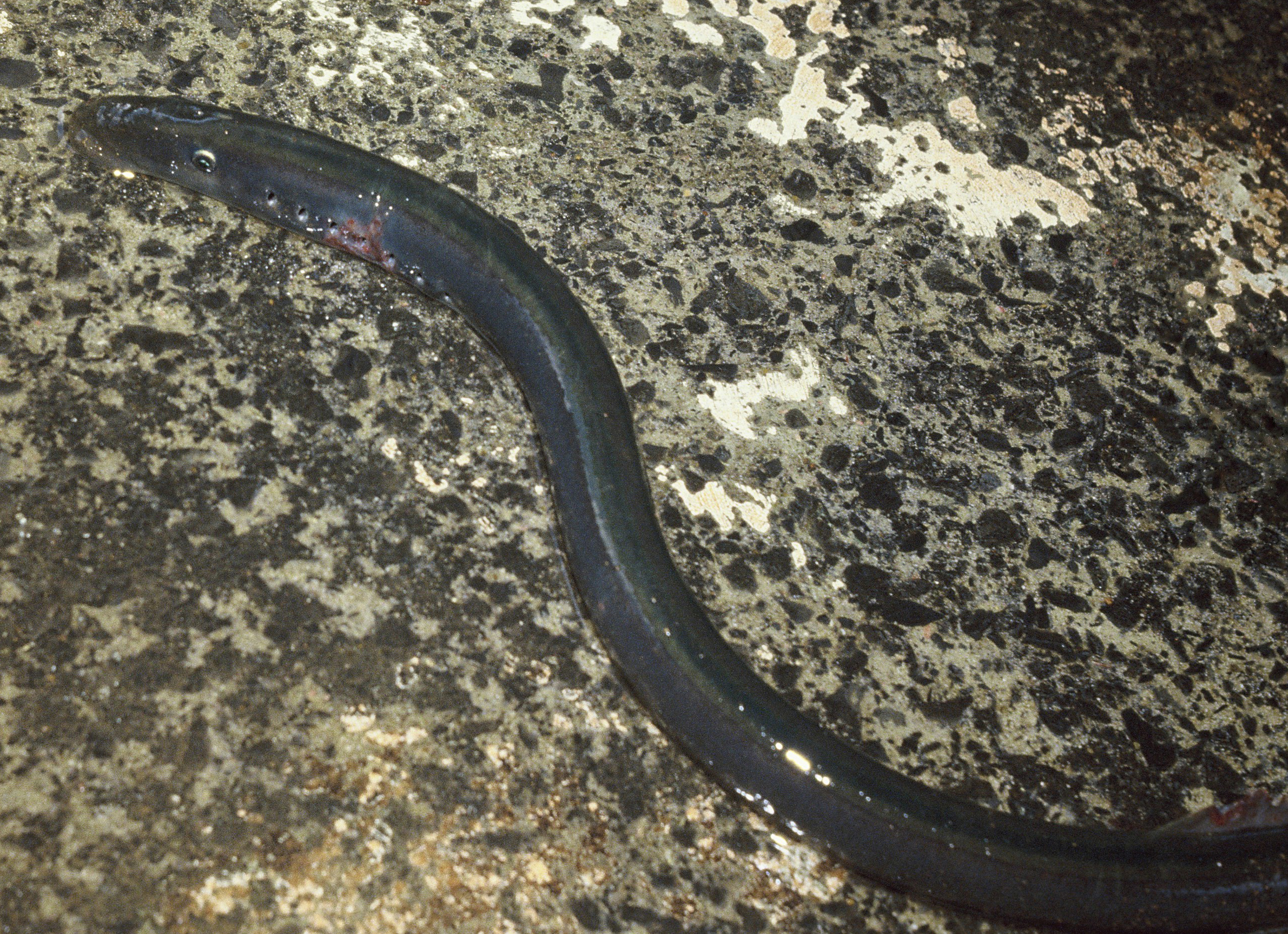
Korokoro (Géotrie australis).

### Observation
En raison du mauvais temps fréquent en hiver, l'observation de Matariki a été répartie sur les trois ou quatre nuits de Tangaroa pour augmenter les chances que les étoiles soient clairement visibles. La première nuit claire marque le début des festivités. Lorsque Matariki réapparaissait, les Maoris se tournaient vers ses étoiles pour prévoir la prospérité de la saison à venir : si elles brillaient clairement et intensément, le reste de l'hiver serait chaud, mais des étoiles brumeuses ou scintillantes annonçaient du mauvais temps pour la saison à venir.
La couleur, la luminosité et le caractère distinctif de chaque étoile de Matariki étaient évalués, et des prévisions étaient faites en fonction de chacune de leurs associations : par exemple, si Tupu-ā-rangi ne brillait pas clairement, les chasseurs s'attendaient à une mauvaise prise d'oiseaux dans la saison à venir. Pōhutukawa était lié aux défunts, sa luminosité indiquait donc combien de personnes étaient susceptibles de mourir au cours de l'année à venir. Ces prédictions ont été faites par des tohunga kōkōrangi, des anciens érudits qui avaient étudié et débattu pendant de nombreuses années dans un whare kōkōrangi (maison d'apprentissage astronomique).

### Mémoire des défunts
Après que les prévisions de l'année ont été lues dans les étoiles, les défunts étaient invoqués avec des larmes et des chants lors d'une cérémonie appelée te taki mōteatea (« la récitation de lamentations »). Les noms de tous ceux qui sont morts depuis le dernier soulèvement de Matariki ont été récités. Traditionnellement, les Maoris croyaient que les esprits des morts étaient recueillis au cours de l'année et qu'au coucher du soleil de Matariki, au mois de Hautara, ils étaient conduits dans l'au-delà. Lors du lever de Matariki au début de l'année, les défunts de l'année écoulée étaient transportés des enfers et jetés dans le ciel nocturne pour devenir des étoiles, accompagnés de prières et de la récitation de leurs noms. Le début du deuil des défunts de l'année précédente à Matariki se reflète encore dans les pratiques de deuil maories modernes.

### Offrande de nourriture
Une partie importante de la célébration était whāngai i te hautapu, une offrande cérémonielle de nourriture aux étoiles. Le raisonnement était que Matariki, après avoir guidé les esprits des morts depuis le monde souterrain et avoir ramené le soleil en arrière depuis le solstice d'hiver, serait faible et aurait besoin de nourriture. Un petit hāngī ou four en terre était construit, avec des pierres chauffées dans une fosse sur laquelle étaient placés de la nourriture, une couche de feuilles et de la terre. La découverte des aliments cuits libérait de la vapeur qui montait dans le ciel et nourrissait les étoiles, la vapeur étant le hautapu, ou offrande sacrée. La nourriture a été choisie pour correspondre aux domaines des étoiles de Matariki : il peut s'agir de kūmara pour Tupuānuku, d'un oiseau pour Tupuārangi, de poissons d'eau douce pour Waitī et de crustacés pour Waitā. L'offrande de nourriture était la dernière partie de la cérémonie, qui se terminait au lever du soleil.
La cérémonie Matariki a été suivie de jours de festivités – chants, danses et festins – connues sous le nom de te mātahi o te tau (« les premiers fruits de l'année »), célébrant la prospérité, la vie et la promesse de l'année à venir.

## Observance moderne

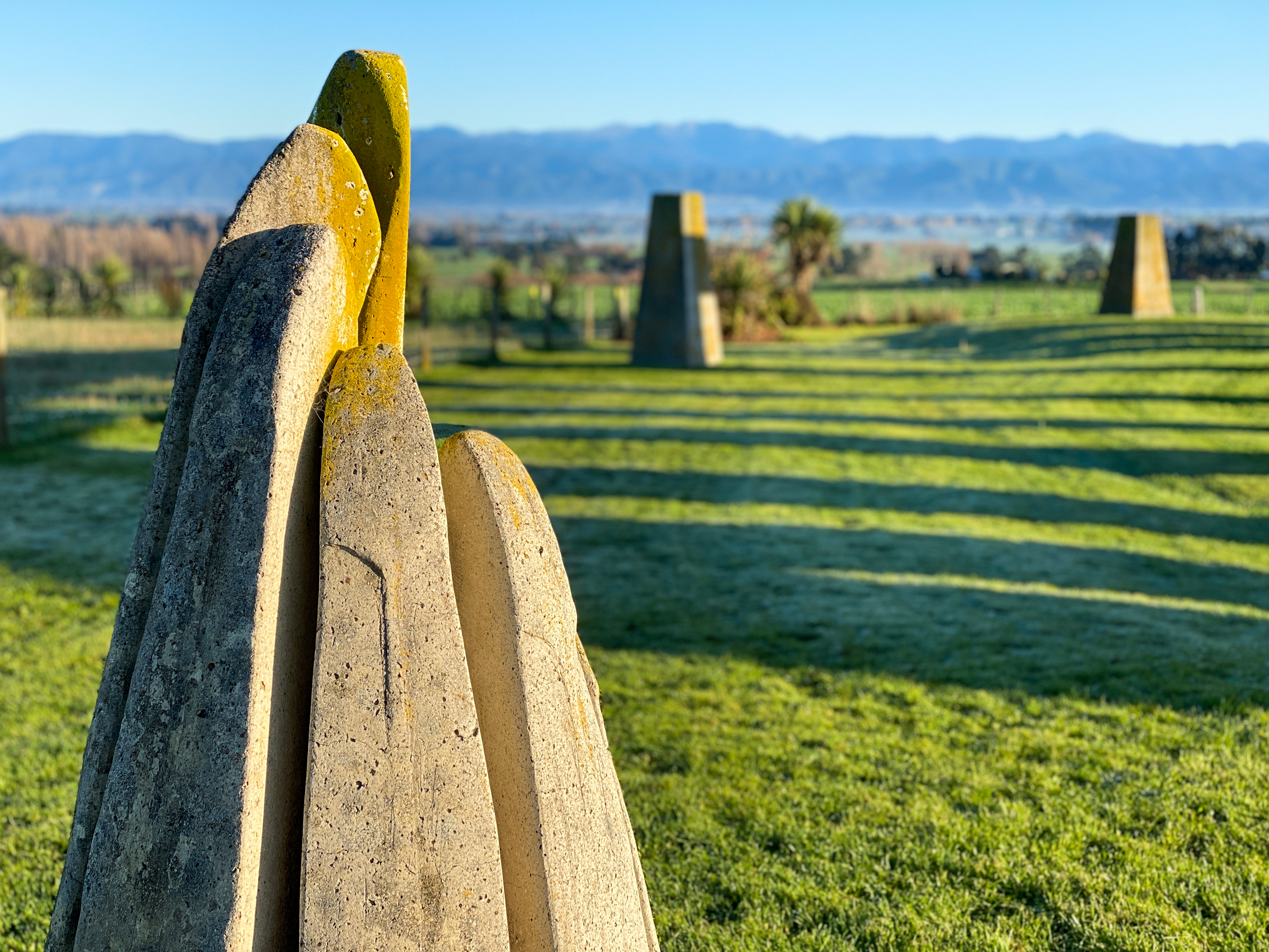
La sculpture Les doigts de la Terre Mère à marque l'ascension héliaque de Matariki.

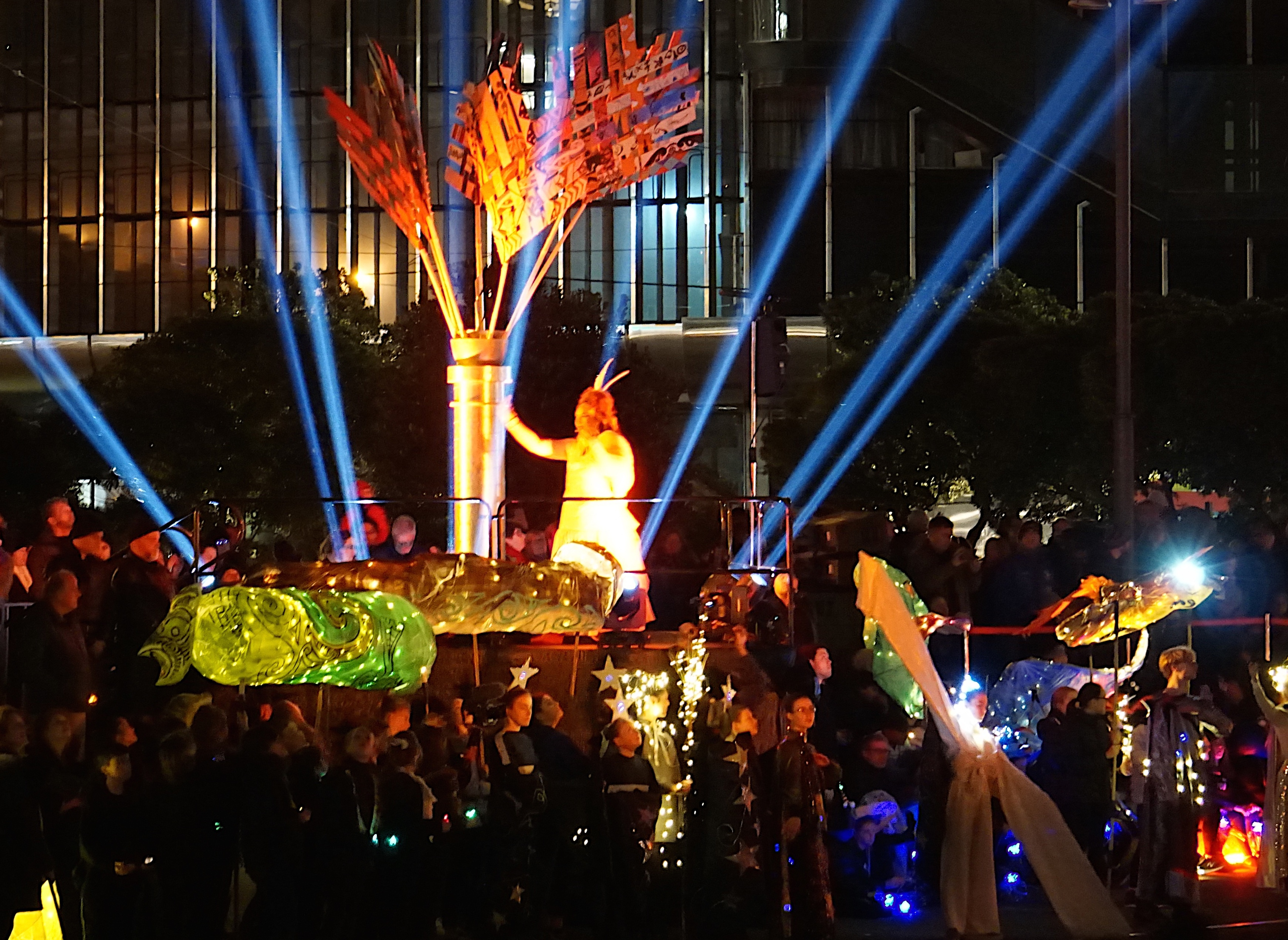
Festival Ahi Kā du feu et de la lumière célébrant Matariki, Wellington, juin 2018.

Avec la colonisation de la Nouvelle-Zélande par les colons pākehā au XIXe siècle, de nombreuses pratiques traditionnelles maories ont commencé à décliner. Certains aspects de Matariki ont été incorporés dans de nouvelles traditions religieuses telles que l'église Ringatū, mais sa célébration traditionnelle avait presque cessé au début du XXe siècle. Les dernières célébrations traditionnelles de Matariki ont été enregistrées dans les années 1940. Dansey rapporte que la cérémonie était encore pratiquée dans les années 1880 ou 1890, et donne le récit d'une vieille femme de New Plymouth qui a perpétué la coutume seule jusqu'à sa mort en 1941.
La renaissance de la célébration de Matariki remonte au début des années 1990, suscitée par divers iwi maoris et des organisations telles que le Musée de Nouvelle-Zélande Te Papa Tongarewa. Il y a eu par exemple en 1995 un festival appelé Pipitea Marae : Te Whakanui ia Matariki, à Pipitea Marae, Wellington, soutenu par Te Awa Kairangi Community Arts, Te Atiawa FM, Ernst & Young et Te Taura Whiri.
Te Rangi Huata de Ngāti Kahungunu a lancé en 2000 une célébration annuelle du Matariki à Hastings, qui a attiré 500 personnes la première année et plus de 15 000 en 2001. En 2001, la Commission de la langue maorie a entamé une démarche visant à « récupérer le Matariki, ou Nouvel An du Pacifique d'Aotearoa, comme un objectif important pour la régénération de la langue maorie ». En 2016, Te Wānanga o Aotearoa a promu une nouvelle vision de Matariki lors d'une tournée d'un mois intitulée « Te Iwa o Matariki » (iwa signifiant « neuf » en maori, ce qui met l'accent sur les neuf étoiles reconnues par certains iwi.

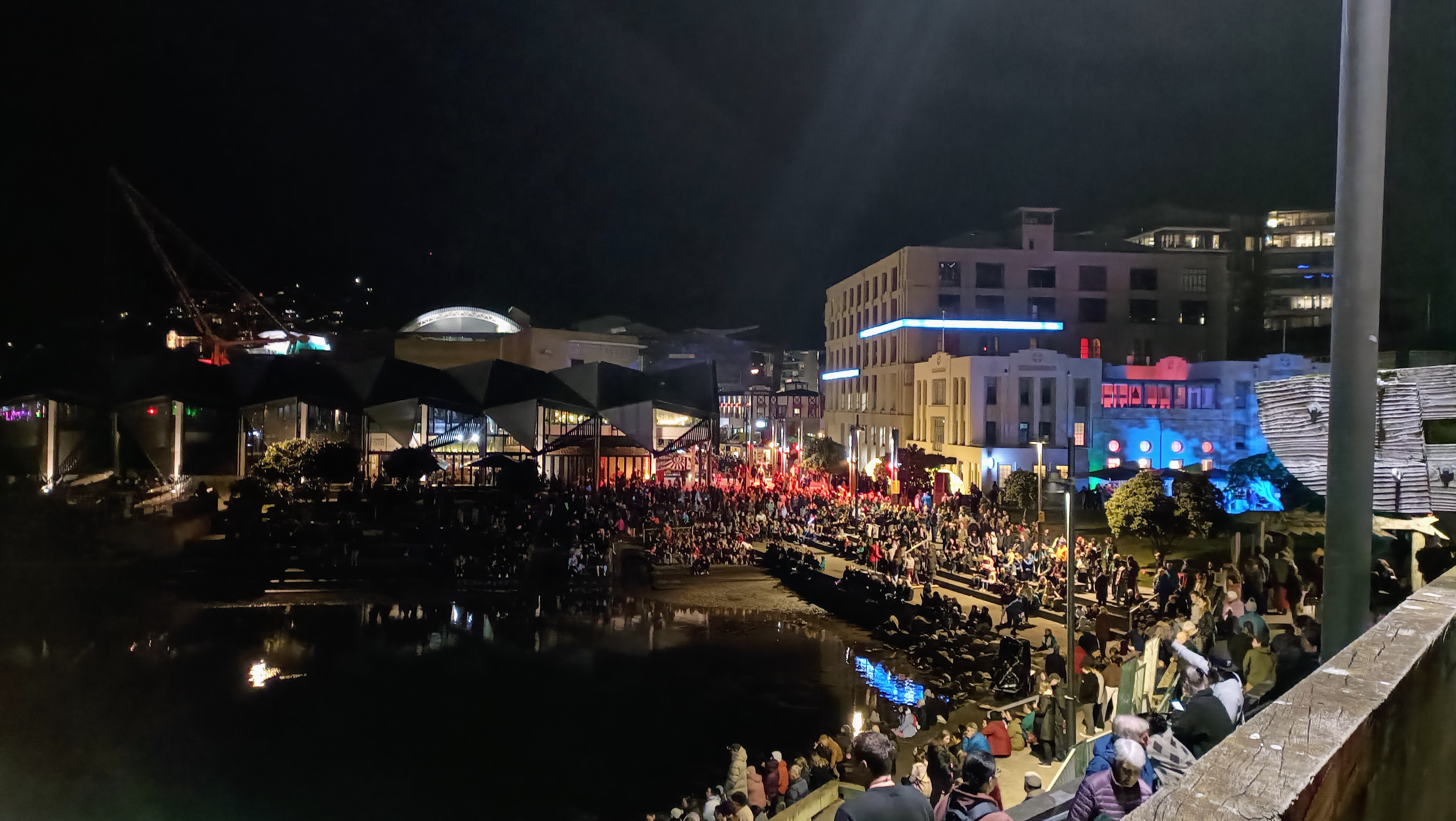
Festival Ahi Kā, Wellington, en 2023.

Depuis lors, il est devenu de plus en plus courant pour les citoyens – Maoris et non-Maoris – et pour les institutions telles que les écoles, les bibliothèques et les conseils municipaux de célébrer Matariki de diverses manières,. Il s'agit notamment de concerts, de festivals de lumières, de l'illumination de la Sky Tower d'Auckland et de la plantation d'arbres. En 2017, le conseil municipal de Wellington a annoncé qu'il annulerait le feu d'artifice Sky Show organisé la nuit de Guy Fawkes pendant 22 ans et le déplacerait vers un festival culturel Matariki à partir de juillet 2018.
Les célébrations se déroulent sur une période d'une semaine ou d'un mois, de début juin à fin août, mais coïncident de plus en plus avec le solstice d'hiver ou les dates traditionnelles de Matariki.
En 2024, Charles III, en tant que roi de Nouvelle-Zélande, a publié un message reconnaissant la fête en anglais et en maori,.

### Jour férié en Nouvelle-Zélande

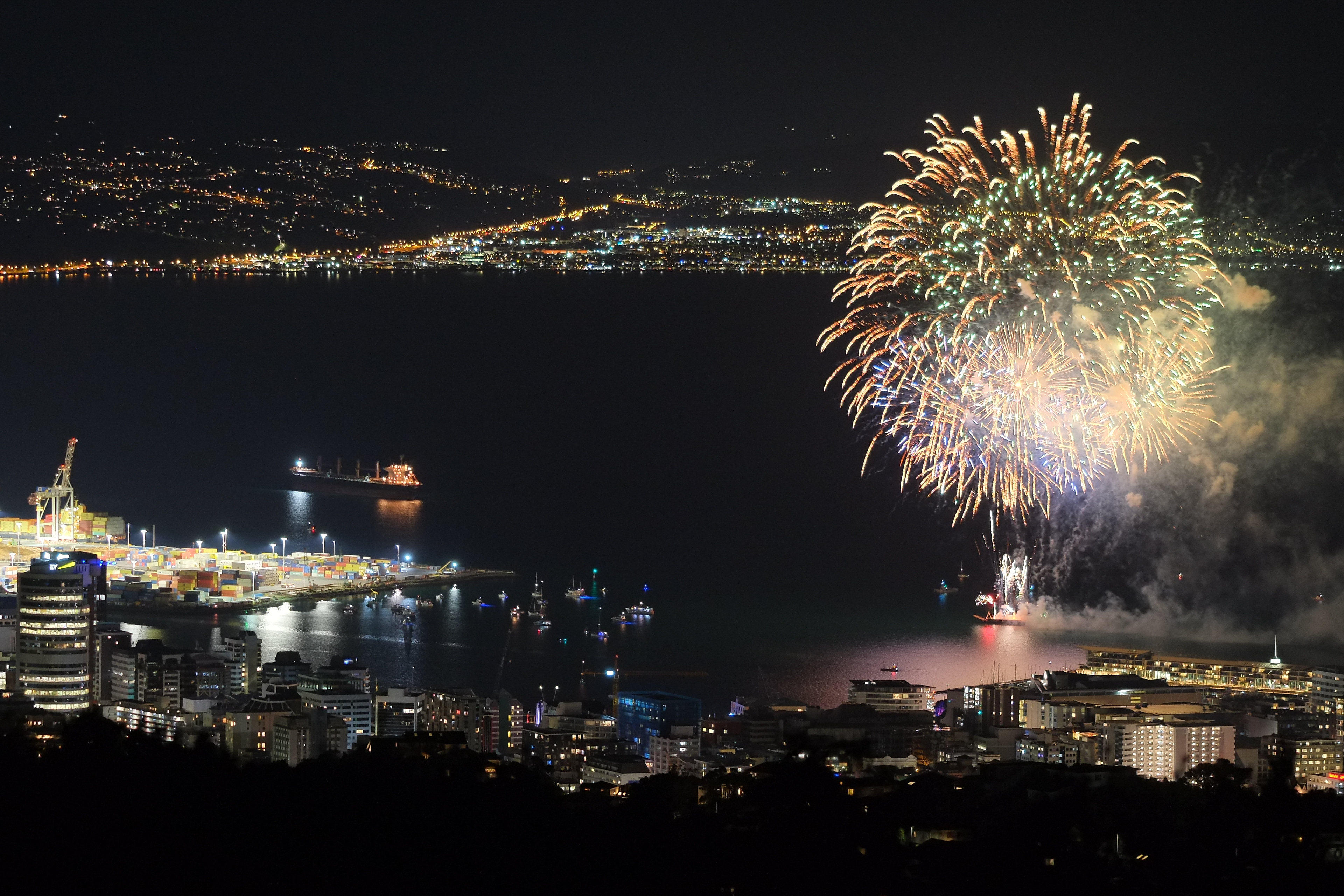
Feux d'artifice à Wellington le premier jour férié de Matariki en 2022.

Une proposition visant à faire de Matariki un jour férié officiel en Nouvelle-Zélande (en) a été faite par le projet de loi de l'ancien député du Parti maori Rahui Katene (en), Te Ra o Matariki (Projet de loi/Journée Matariki), issu du scrutin de juin 2009. Le projet de loi aurait fixé la date d'un jour férié en utilisant la nouvelle lune de juin ; cette date a été ultérieurement modifiée en fonction de la nouvelle lune du lever héliaque de Matariki lorsque le projet de loi a été rédigé un mois plus tard et présenté au Parlement. Le maire de la ville de Waitakere, Bob Harvey, a soutenu l'appel visant à faire de Matariki un jour férié pour remplacer l'anniversaire de la reine, avec le Mouvement républicain d'Aotearoa Nouvelle-Zélande (en), qui a constaté qu'aucune des autorités locales de Nouvelle-Zélande n'avait organisé de célébrations pour l'anniversaire de la reine, mais que beaucoup célébraient Matariki. Cependant, le projet de loi lui-même ne proposait pas d'abolir l'anniversaire de la reine et a été rejeté en première lecture.
Dans le cadre de l'accord entre le Parti national et le Parti māori qui a suivi les élections générales de 2011 en Nouvelle-Zélande, les deux partis sont convenus de soutenir un « projet de loi sur le patrimoine culturel visant à reconnaître Matariki/Puanga et à honorer l'héritage de paix établi à Parihaka (en) ».
En juillet 2020, Laura O'Connell Rapira a remis deux pétitions combinées demandant que Matariki devienne un jour férié, qui ont été signées par 30 000 personnes.
Le 7 septembre 2020, la Première ministre Jacinda Ardern s'est engagée à faire de Matariki un jour férié si le Parti travailliste était réélu aux élections générales de 2020. Le jour férié proposé ne serait pas mis en œuvre avant 2022, période pendant laquelle les entreprises pourraient se remettre des impacts économiques de la pandémie de COVID-19 en Nouvelle-Zélande. Le 4 février 2021, Ardern a annoncé que la première date du jour férié serait le 24 juin 2022. Une loi visant à donner cet effet juridique serait introduite au cours de la session parlementaire de 2021,.
Le 2 juillet 2021, le jour où la constellation s'est levée, Ardern a annoncé les dates proposées de la fête pour les 30 prochaines années, telles que déterminées par un groupe consultatif Matariki issu des iwi de tout le pays. La date de la fête a été officialisée comme le vendredi le plus proche des 4 jours des nuits de Tangaroa dans le mois lunaire Piripi. Les dates varient de fin juin à mi-juillet, mais sont toujours un vendredi, pour encourager les gens à voyager et à passer du temps avec leur famille, et pour offrir un jour férié supplémentaire aux personnes qui manquent généralement les jours fériés lundis (par exemple ceux qui travaillent normalement du mardi au samedi). La date de Matariki varie car le calendrier lunaire maori de 354 jours (avec des mois intercalaires occasionnels) ne se rapproche que du calendrier solaire grégorien de 365,24 jours.
Le 30 septembre 2021, le ministre associé des Arts, de la Culture et du Patrimoine, Kiri Allan, a présenté le projet de loi sur le jour férié Te Kāhui o Matariki pour faire de Matariki un jour férié. Le projet de loi a été adopté en première lecture, soutenu par les partis travailliste, vert et maori, mais rejeté par le parti national et l'ACT. Le parti national a fait valoir que Matariki devrait remplacer un jour férié existant au lieu d'être ajouté comme nouveau jour férié, afin de réduire l'impact sur les entreprises, qui est estimé à 448 millions de dollars néo-zélandais par an. Les partis travailliste, vert et maori ont fait valoir que le projet de loi instaurerait un nouveau jour férié maori dans le calendrier et sensibiliserait davantage aux connaissances autochtones maories. Le projet de loi a été adopté en deuxième lecture le 29 mars 2022.
Le projet de loi a été adopté en troisième lecture le 7 avril. Lors du débat final, le député national Paul Goldsmith a soutenu que Matariki devrait remplacer un jour férié précédent tandis que le porte-parole des petites entreprises de l'ACT, Chris Baillie, a affirmé qu'un nouveau jour férié coûterait aux entreprises 453 millions de dollars néo-zélandais. Le parrain du projet de loi, Kiritapu Allan, a défendu Matariki, affirmant que les jours fériés réduisaient l'épuisement professionnel et le stress des employés tout en stimulant l'hôtellerie et le tourisme. Le député national Simon O'Connor a suggéré de nommer le projet de loi par un nom « neutre » tel que Pleiades, ce qui a incité le ministre des Relations entre la Couronne et les Maoris, Kelvin Davis, à affirmer que les remarques du premier montraient le mépris du National pour la culture maorie. Le projet de loi a reçu la sanction royale le 11 avril 2022.
Matariki a été observé pour la première fois comme jour férié le 24 juin 2022, avec notamment une diffusion en direct avant l'aube d'une cérémonie de hautapu. Il a été reçu positivement dans l’ensemble par les Néo-Zélandais. Son importance pour les Néo-Zélandais est également renforcée par son caractère exclusif à la culture néo-zélandaise.
Pour les entreprises, Matariki est traité de la même manière que la plupart des autres jours fériés ; les employés travaillant le jour de Matariki doivent être payés une fois et demie leur salaire et il n'y a aucune restriction sur l'ouverture des magasins ou la vente d'alcool. Cependant, en raison de la signification culturelle unique de cette fête, les conseillers culturels et les universitaires maoris ont mis en garde les entreprises contre la commercialisation du Matariki, invoquant un manque de respect culturel. En raison de la proximité entre l'anniversaire du roi et la fête du travail, des inquiétudes ont été émises concernant la surcommercialisation de Matariki en termes d'appropriation du jour férié prolongé comme une opportunité pour des événements commerciaux tels que la vente de feux d'artifice,. Il existe des inquiétudes concernant l'impact de la commercialisation sur Matariki à l'avenir, associant potentiellement la fête à la consommation excessive d'alcool au lieu du temps passé avec la whānau (famille) comme prévu.
| Année | Période lunaire de Tangaroa | Jour férié de Matariki |
| ----- | --------------------------- | ---------------------- |
| 2022  | 21–24 juin                  | 24 juin                |
| 2023  | 10-13 juillet               | 14 juillet             |
| 2024  | 29 juin – 2 juillet         | 28 juin                |
| 2025  | 19–22 juin                  | 20 juin                |
| 2026  | 8-11 juillet                | 10 juillet             |
| 2027  | 27–30 juin                  | 25 juin                |
| 2028  | 15–18 juillet               | 14 juillet             |
| 2029  | 4–7 juillet                 | 6 juillet              |
| 2030  | 23–26 juin                  | 21 juin                |
| 2031  | 11-14 juillet               | 11 juillet             |
| 2032  | 30 juin – 2 juillet         | 2 juillet              |
| 2033  | 20–23 juin                  | 24 juin                |
| 2034  | 9-12 juillet                | 7 juillet              |
| 2035  | 29 juin – 1er juillet       | 29 juin                |

### Jour férié en Polynésie française
Le 30 avril 2024, le président de la Polynésie française, Moetai Brotherson, lors d'une session avec son Conseil des ministres, a accepté de faire de leur homologue local Matariʻi un jour férié officiel le 20 novembre à la place de la Fête de l'autonomie le 29 juin, inspiré par le succès des célébrations en Aotearoa à la suite d'une proposition de sa ministre de la Culture Eliane Tevahitua ; la loi entrera officiellement en vigueur en 2025.